# Drottningholm (tätort)
Drottningholm är en tätort på Lovön i Mälaren som ligger i Ekerö kommun i Stockholms län. Drottningholm har broförbindelse med Nockeby i Stockholm genom Drottningholmsbron och Nockebybron (länsväg 261).

## Befolkningsutveckling
Drottningholms invånarantal har varit ovanligt stabilt genom åren. Vid sekelskiftet 1900 uppmättes 406 invånare, vilket kan jämföras med 429 hundra år senare. Befolkningen sjönk något under 1910- och 1920-talen för att åter stiga och nå toppnoteringen 483 år 1930.
| Befolkningsutvecklingen i Drottningholm 1900–2020                                                                                              | Befolkningsutvecklingen i Drottningholm 1900–2020 | Befolkningsutvecklingen i Drottningholm 1900–2020 | Befolkningsutvecklingen i Drottningholm 1900–2020 | Befolkningsutvecklingen i Drottningholm 1900–2020 |
| --- | ------------------------------------------------- | ------------------------------------------------- | ------------------------------------------------- | ------------------------------------------------- |
| |                                                   |                                                   |                                                   |                                                   |
| År |                                                   |                                                   | Folkmängd                                         | Areal (ha)                                        |
| 1900 | 1900                                              |                                                   | 406                                               | †                                                 |
| 1960 | 1960                                              |                                                   | 468                                               | 157                                               |
| 1965 | 1965                                              |                                                   | 454                                               | 157                                               |
| 1970 | 1970                                              |                                                   | 420                                               |                                                   |
| 1975 | 1975                                              |                                                   | 460                                               |                                                   |
| 1980 | 1980                                              |                                                   | 284                                               |                                                   |
| 1990 | 1990                                              |                                                   | 404                                               | 148                                               |
| 1995 | 1995                                              |                                                   | 429                                               | 148                                               |
| 2000 | 2000                                              |                                                   | 429                                               | 148                                               |
| 2005 | 2005                                              |                                                   | 410                                               | 148                                               |
| 2010 | 2010                                              |                                                   | 398                                               | 147                                               |
| 2015 | 2015                                              |                                                   | 348                                               | 47                                                |
| 2020 | 2020                                              |                                                   | 316                                               | 48                                                |
| Anm.: 2015 minskades området och en ny småort (Kantongatan) i sydväst bildades som en utbrytning † Befolkning runt ett municipalsamhälle 1900. |                                                   |                                                   |                                                   |                                                   |